# エルム楽器
株式会社エルム楽器（エルムがっき、英: ELM Musical Instrument）は、北海道札幌市手稲区西宮の沢に本社を置く総合楽器店。北海道各地に支店・営業所を置く。楽器販売、音楽教室、ピアノ調律の他、コンサートイベントなどを運営している。

## 会社概要
- 設立 - 1974年（昭和49年）12月
- 資本金 - 9,000万円
- 代表・代表取締役 - 渡邉あゆみ
- 従業員 - 61名
- 音楽教室 - 34教室
- 売上高 - 13億円（2022年3月期）
- 事業内容 - 楽器・楽譜の販売、防音室の販売、音楽教室の経営、英語教室、コンサート企画、ピアノ調律　楽器修理

## 沿革
- 1974年12月 -　寺田良紀により室蘭市で「株式会社室蘭楽器」として設立[1]。
- 1981年 - 「株式会社エルム楽器」に社名変更、札幌市西区に札幌支店開設[1]。
- 1984年 - 「株式会社ヤマハミュージックストアエルム」に社名変更[1]。
- 1998年 - 多米楽器商会を合併し「株式会社エルム多米楽器」（通称・エルムため楽器）に社名変更、札幌市に本社移転[1]。
- 2005年[1]
  - 8月 - 「株式会社エルム楽器」に社名変更。
  - 10月 - 札幌市西区宮の沢に新社屋開設、エルムホール開業。

## 店舗
- 釧路支店 - 所在地：北海道釧路市新橋大通4丁目2-1
- 室蘭支店 - 所在地：北海道室蘭市中島町1丁目19-2
- 千歳支店 - 所在地：北海道千歳市信濃3丁目18-10
- 苫小牧支店 - 所在地：北海道苫小牧市寿町2丁目3-11
- 北海道内31教室